# Kazakhstan
 (novembre 2022).
Si vous disposez d'ouvrages ou d'articles de référence ou si vous connaissez des sites web de qualité traitant du thème abordé ici, merci de compléter l'article en donnant les références utiles à sa vérifiabilité et en les liant à la section « Notes et références ».
République du Kazakhstan
(kk-Cyrl) Қазақстан Республикасы 
(kk-Latn) Qazaqstan Respublikasy 
(ru) Республика Казахстан 
Le Kazakhstan, en forme longue la république du Kazakhstan (en kazakh : Qazaqstan, Қазақстан, /qɑzɑqˈstɑn/, et Qazaqstan Respublikasy, Қазақстан Республикасы ; en russe : Казахстан, Kazakhstán, /kɐzəxˈstɐn/, et Республика Казахстан, Respoublika Kazakhstán), est un pays d'Asie centrale. Il borde la Russie au nord et à l'ouest, la Chine à l'est, le Kirghizistan au sud-est, l'Ouzbékistan au sud et le Turkménistan au sud-ouest, avec un littoral le long de la mer Caspienne. Sa capitale est Astana, tandis que sa plus grande ville et son principal pôle culturel et commercial est Almaty.
Le Kazakhstan est le neuvième plus grand pays du monde en termes de superficie et le plus grand pays enclavé. Il compte 20 millions d'habitants et présente l'une des densités de population les plus faibles au monde, avec moins de 7 hab/km2. Les Kazakhs constituent la majorité de la population, tandis que les Russes forment une minorité visible. Officiellement laïc, le Kazakhstan est un pays dont la population est à majorité musulmane, bien que la minorité russe constitue une importante communauté chrétienne.
La région est habitée depuis le Paléolithique. Dans l'Antiquité, divers peuples nomades iraniens tels que les Sakas, les Massagètes et les Scythes dominaient le territoire, l'Empire perse des Achéménides s'étendant vers la région sud. Les nomades turciques sont entrés dans la région au VIe siècle. Au XIIIe siècle, la région fut soumise à l'Empire mongol dirigé par Gengis Khan. À la suite de la désintégration de la Horde d'or au XVe siècle, le Khanat kazakh fut établi en 1465 sur une zone correspondant à peu près au Kazakhstan moderne.
Au XVIIIe siècle, le Khanat s'était fragmenté en trois jüzes (divisions tribales), qui furent progressivement conquises et absorbées par l'Empire russe. Au milieu du XIXe siècle, tout le Kazakhstan était théoriquement sous domination russe. Après la révolution russe de 1917 et la guerre civile qui a suivi, le territoire a été réorganisé à plusieurs reprises. En 1936, ses frontières modernes ont été établies avec la formation de la République socialiste soviétique kazakhe au sein de l'Union soviétique. Le Kazakhstan a été la dernière république soviétique à déclarer son indépendance lors de la dislocation de l'URSS de 1990 à 1991.
Le Kazakhstan domine économiquement et politiquement l'Asie centrale, représentant 60 % du PIB de la région, principalement grâce à son industrie pétrolière et gazière. Il possède également de vastes ressources minérales. Le Kazakhstan possède l'indice de développement humain le plus élevé de la région. Officiellement, il est une république constitutionnelle unitaire disposant d'un système démocratique. Cependant, il s'agit dans les faits d'un régime autoritaire sans élections libres, même si des efforts progressifs de démocratisation et de réforme politique ont été déployés depuis la démission en 2019 du président Noursoultan Nazarbaïev.
Le Kazakhstan est membre de l'Organisation des Nations unies, de l'Organisation mondiale du commerce, de la Communauté des États indépendants, de l'Organisation de coopération de Shanghai, de l'Union économique eurasienne, de l'Organisation du traité de sécurité collective, de l'Organisation pour la sécurité et la coopération en Europe, de l'Organisation de la coopération islamique, de l'Organisation des États turciques et de l'Organisation internationale pour la culture turque.

## Toponymie
Le nom Kazakh vient de l'ancien mot turc « qaz », « vagabonder », qui reflète la culture nomade des Kazakhs. Le terme « cosaque » a la même origine. Le suffixe persan « -stan » signifie « terre », « pays » ou « lieu de », de sorte que le Kazakhstan peut être traduit littéralement comme « pays des vagabonds » ou, plus sûrement, comme « pays des nomades ».
En français, le nom du pays est rarement écrit Qazaqstan,,.

## Histoire

### Préhistoire
Le Kazakhstan, région de vastes steppes, est longtemps parcouru et peuplé par des populations nomades.

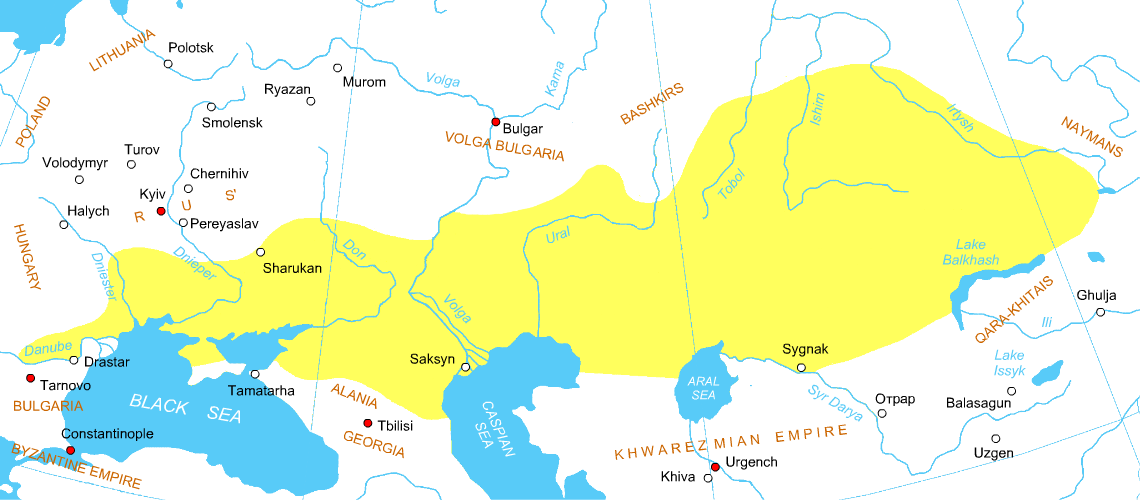
La confédération des Kiptchaks-Coumans, en Eurasie, vers 1200.

Il est habité depuis l'âge de la pierre par des pasteurs nomades. Les cultures de l'âge du bronze qui se sont étendues sur ce territoire comprennent la culture Sroubna, la culture d'Afanasievo, la culture d'Andronovo et la culture de Begazy-Dandybai (en).

### Antiquité
Entre – 500 et 500, le Kazakhstan abrite les cultures nomades guerrières des Scythes puis des Huns.

### Époque médiévale

#### Territoire de l'empire mongol
Au IXe siècle, le territoire kazakh est partiellement islamisé, la religion traditionnelle étant le tengrisme.
Les Mongols envahissent le territoire au XIIIe siècle dans le processus d'expansion de leur empire.

#### Le Khanat kazakh
En 1723, les Dzoungars enlèvent au Khanat kazakh les villes de Sayram, Tachkent et Turkestan. Les trois hordes, dissociées par la défaite, se séparent en trois jüzes.

### Époque moderne
Au début de l'époque moderne, ce vaste pays est peuplé de nomades turcophones, les Kazakhs, chasseurs et éleveurs, dont les traditions sociales sont basées sur une structure clanique qui perdure jusqu'à nos jours.
Ce territoire, âprement disputé entre la Russie et la Chine, finit, par le jeu d'alliances et de pressions militaires, par passer sous tutelle, puis sous domination directe de l'Empire russe.
Les fortes pressions exercées par la Russie tsariste pour imposer sa politique de colonisation provoquent le ressentiment des Kazakhs. Dans les années 1860, la plupart des Kazakhs refusent l'annexion par la Russie mais ils ne parviennent pas à l'empêcher. Ils ne peuvent résister à la russification forcée de leur peuple en essayant de conserver leur style de vie nomade traditionnel et leur économie largement basée sur l'élevage, surtout en raison de la famine qui se répand rapidement, anéantissant des tribus kazakhes.

### XXesiècle

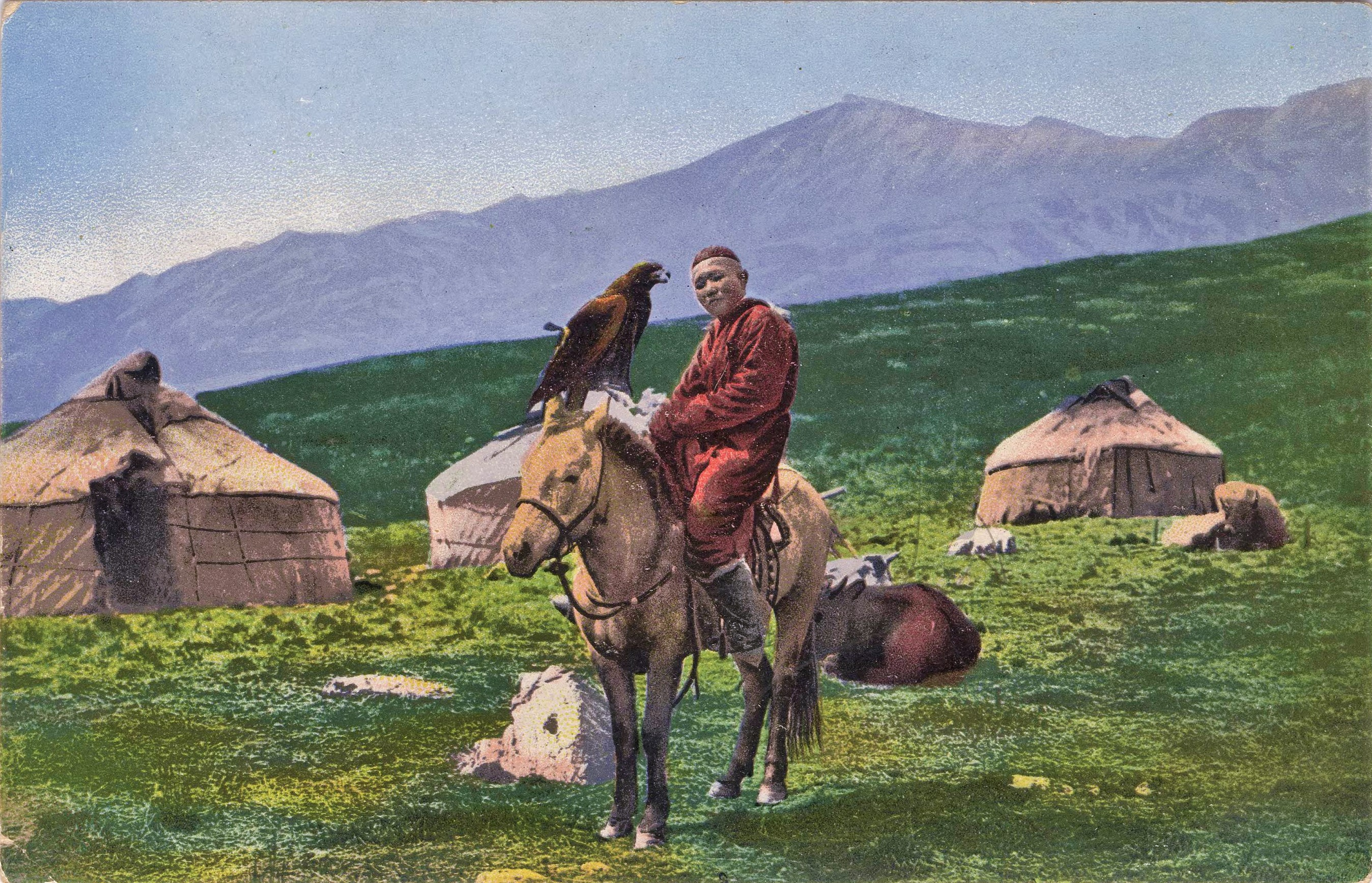
Un cavalier nomade kazakh avec un aigle (vers 1911-1914).

#### La période soviétique
Après la révolution d'Octobre 1917, une république soviétique autonome (initialement « des Kirghizes », avec des frontières plus réduites que le Kazakhstan actuel) est proclamée en 1920.
La République socialiste soviétique kazakhe est créée en décembre 1936 puis incorporée à l'Union soviétique.
C'est aussi dans les années 1930 que le Kazakhstan, à l'économie jusqu'alors fortement arriérée, commence à s'industrialiser.
À la suite de tentatives de sédentarisation des populations nomades qui peuplaient historiquement ce vaste territoire et de la politique de collectivisation forcée, une famine décime un grand nombre d'habitants durant les années 1929-1933. Environ un quart de la population kazakhe, soit près d'1,5 million de personnes, périt des suites de ces événements.
Dans les années suivant le régime stalinien, le Kazakhstan, en partie dans le cadre du complexe correctionnel du « steplag » et du « karlag », est une destination pour de nombreuses déportations (et évacuations de guerre), et en particulier, pendant et juste après la Seconde Guerre mondiale, de groupes ethniques parfois entiers : Tatars de Crimée, Polonais, Tchétchènes, Allemands de la Volga et de la mer Noire, Coréens et autres.
À partir des années 1950, le Kazakhstan devient l'enjeu de plusieurs projets soviétiques ambitieux : le polygone nucléaire de Semipalatinsk et ses laboratoires nucléaires, le cosmodrome de Baïkonour et la campagne des terres vierges.
Les frontières du Kazakhstan actuel sont établies sous Staline, entre 1930 et 1935. Au nord, l'ancien Oblast de Pavlodar, initialement région russe et peuplée de russophones, est intégré au Kazakhstan. Cet oblast est très industrialisé, possédant notamment de grandes mines de charbon, ce qui permet de relever le retard économique de la jeune République socialiste et de servir de modèle pour le développement du secteur industriel et minier pour les autres provinces du Kazakhstan.

#### La fin de l'URSS

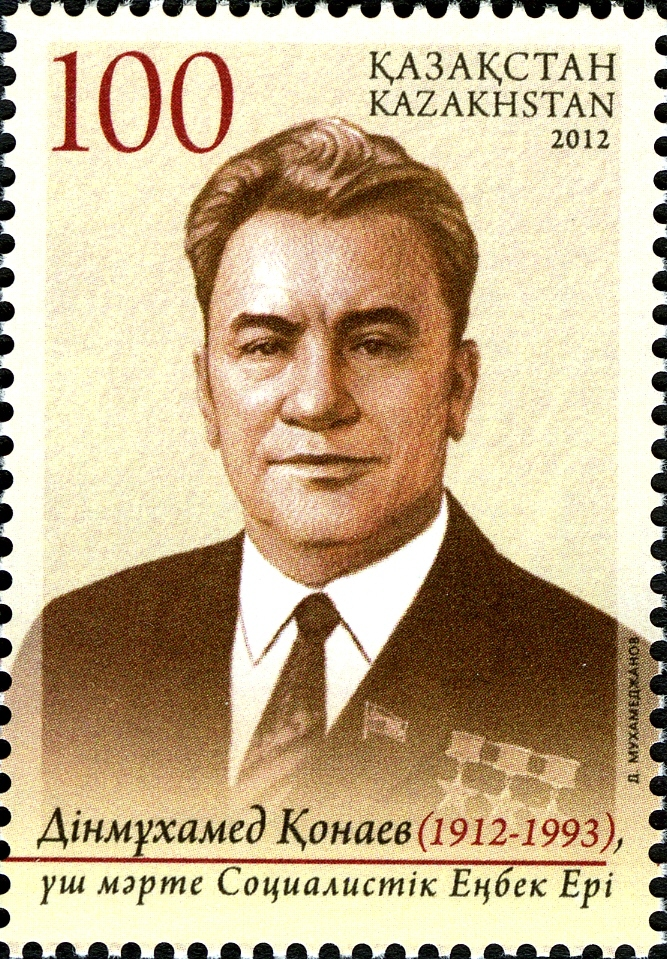
Dinmoukhammed Kounaïev, premier secrétaire du PC du Kazakhstan de 1964 à 1986.

Lors de la dislocation de l'URSS qui a lieu officiellement le 26 décembre 1991, la RSS du Kazakhstan est la dernière des quinze républiques soviétiques à déclarer son indépendance, qu'elle proclame le 16 décembre 1991.
Dès les années 1990 et au tournant des années 2000, à la suite de l'indépendance du Kazakhstan en 1991, une très forte émigration touche ce nouveau pays. Les populations d'origine européenne (notamment Russes, Ukrainiens, Baltes, Allemands de la Volga) retournent dans leurs pays d'origine et de nombreux non-Kazakhs sont écartés des responsabilités au profit de la population kazakhe.
Depuis les années 2010, et de manière progressive, la situation du pays s'est stabilisée. De plus, l'économie nationale s'est améliorée, avec une croissance des indicateurs économiques, et le solde migratoire semble être jugulé.

### Depuis l'indépendance
Le chef d'État Noursoultan Nazarbaïev reste au pouvoir de 1990 à 2019, remportant cinq élections présidentielles consécutives. Il démissionne le 19 mars 2019 pour laisser la place au président du Sénat, Kassym-Jomart Tokaïev, qui est élu président le 9 juin 2019.
Le Kazakhstan adhère à l'ONU le 2 mars 1992 et au partenariat pour la paix de l'OTAN le 27 mai 1994. Il est aussi membre de l'UNESCO depuis mai 1992.
Le 30 août 1995, une nouvelle Constitution est adoptée et des élections législatives ont lieu en décembre 1995 avec la création d'un Parlement à deux chambres.
En 1997, la capitale du Kazakhstan est déplacée d'Almaty (ancienne Alma-Ata) au sud-est du pays, à Akmola (Akmolinsk, Tselinograd), rebaptisée Astana (« capitale » en kazakh) à cette occasion. Cette ville, située dans les steppes du nord du pays (plus près de son centre géographique), s'est développée comme centre urbain principal pour la campagne des terres vierges.

### XXIesiècle
En janvier 2010, le Kazakhstan assure pour une année la présidence de l'Organisation pour la sécurité et la coopération en Europe (OSCE), la plus grande organisation de sécurité régionale, regroupant 56 pays d'Europe, d'Amérique du Nord et d'Asie. Le Kazakhstan devint le premier État post-soviétique à prédominance asiatique et musulmane à diriger cette organisation.
Le 20 mars 2019, le gouvernement décide de renommer sa capitale Nour-Soultan, en hommage à l'ancien président Nazarbaïev, resté trente ans à la tête du pays. Ce dernier quitte le pouvoir le même jour.
Les élections législatives de 2021 sont remportées par le parti Nour-Otan dans un contexte de boycott de l'opposition. Le député français Jérôme Lambert, présent lors de l'élection, soutient qu'elle s'est déroulée « dans la norme occidentale ».
En janvier 2022, une révolte a éclaté après une hausse soudaine du prix du carburant. Durant l'année 2022, plusieurs réformes de démocratisation sont mises en place à la suite d'un référendum et une élection présidentielle anticipée est organisée en novembre,. Avec l'Invasion de l'Ukraine par la Russie en 2022 une politique prudente de distanciation a commencé avec le partenaire de longue date, la Russie. Le 25 décembre 2022, Kiev a annoncé la réception de 41 génératrices puissantes pour venir en aide aux infrastructures sanitaires ukrainiennes détruites par les bombardements russes.

## Géographie

### Considérations géographiques générales
Situé au cœur du continent asiatique, le Kazakhstan fait partie intégrante de l'Asie centrale.
Limitrophe de cinq pays (Russie au nord, Chine à l'est, Kirghizistan au sud-est, Ouzbékistan au sud-ouest et Turkménistan au sud-ouest et à l'ouest), le Kazakhstan se caractérise avant tout comme étant un pays enclavé, malgré sa large bordure maritime à l'ouest avec la mer Caspienne, où celle-ci demeure une mer fermée.
Fait assez peu remarqué et pourtant fort notable, le Kazakhstan constitue un vaste pays au 9e rang dans le monde par la superficie, le situant entre l'Argentine (8e rang mondial) et l'Algérie (10e rang mondial) tandis qu'en Asie, il occupe le 4e rang après la Russie, la Chine et l'Inde.
Outre sa situation géographique, le Kazakhstan est à juste titre un « pays d'Asie centrale » en raison de ses liens historiques, linguistiques, culturels et politiques avec quatre autres ex-républiques soviétiques d'Asie issues de l'ancienne URSS.
Pendant la période soviétique jusqu'à l'indépendance du pays, au Kazakhstan même, l'ensemble géopolitique formé par le Kazakhstan, le Kirghizistan, l'Ouzbékistan, le Tadjikistan et le Turkménistan fut habituellement appelé « Asie centrale et Kazakhstan ». Cette position rejoignait l'ancienne définition soviétique d'« Asie médiane et Kazakhstan » (russe : Средняя Азия и Казахстан), l'Asie médiane pouvant inclure également le sud et le centre du Kazakhstan.
En 1992, le président Noursoultan Nazarbaïev, lors du sommet des États d'Asie centrale, proposa de renoncer à cette expression d'obédience soviétique, dorénavant surannée, pour ne garder que celle d'« Asie centrale ». L'appellation est depuis lors largement usitée, même si elle peut inclure également in extenso la Mongolie et l'Ouest de la Chine.
La partie la plus occidentale du pays n'est généralement pas considérée comme appartenant géographiquement à l'Asie centrale mais à l'Europe (où, selon une convention généralement admise, le continent européen s'arrête aux monts Oural, puis au fleuve du même nom) : le Kazakhstan serait ainsi situé sur deux continents (bien que la partie européenne sise dans la dépression caspienne soit désertique (désert Ryn) et très peu peuplée).

### Données géographiques statistiques
- Longueur totale des frontières : 12 012 km, dont :
  - 6 846 km de frontière entre le Kazakhstan et la Russie au nord ;
  - 2 203 km de frontière entre le Kazakhstan et l'Ouzbékistan au sud-ouest ;
  - 1 533 km de frontière entre le Kazakhstan et la république populaire de Chine à l'est ;
  - 1 051 km de frontière entre le Kazakhstan et le Kirghizistan au sud-est ;
  - 379 km de frontière entre le Kazakhstan et le Turkménistan à l'ouest-sud-ouest.
- Le Kazakhstan est bordé de deux mers fermées :
  - la mer d'Aral au sud-ouest, désormais séparée en trois parties (1 070 km de côtes) : la partie Nord (Petite Mer d'Aral Septentrionale) semble sauvée de l'assèchement, la partie Sud (Grande Aral) s'est scindée en deux, la partie orientale étant en voie d'assèchement très rapide et sans solution viable à long terme ;
  - la mer Caspienne à l'ouest (1 894 km de côtes).
- Point culminant : le Khan Tengri à 7 010 mètres.

## Politique

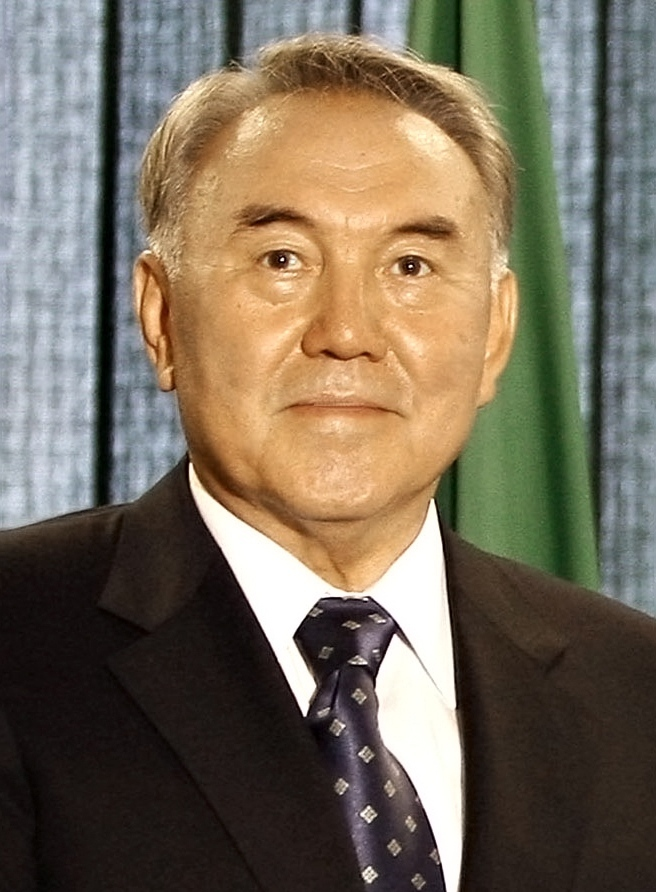
Noursoultan Nazarbaïev, président de la République du Kazakhstan de 1990 à 2019.

Le Kazakhstan a un régime présidentiel considéré comme autoritaire. L'actuelle Constitution du Kazakhstan a été adoptée par référendum national le 30 août 1995. Elle a remplacé la première Constitution du 28 janvier 1993.
Le chef de l'État est actuellement[Quand ?] le président Kassym-Jomart Tokaïev ; il a succédé en 2019 à Noursoultan Nazarbaïev, qui était à la tête du pays depuis 1990. Le chef du gouvernement est le Premier ministre Oljas Bektenov.
Le Parlement du Kazakhstan est composé d'une chambre basse, le Mäjılıs, et d'une chambre haute, le Sénat :
- le Mäjılıs est composé de 107 députés élus au suffrage universel, le scrutin est partiellement proportionnel ;
- le Sénat comporte 47 sièges. Quinze sénateurs sont directement nommés par le président de la République. Les autres sont élus par les grands électeurs des quatorze oblystar et des deux villes à statut particulier (Astana et Almaty). Ces grands électeurs sont eux-mêmes nommés par le président de la République.

Par ailleurs, le Kazakhstan est membre de l'Organisation de Coopération de Shanghaï.
Lors de son discours à la nation de 2022, le président Tokaïev a annoncé une série de réformes allant dans le sens d'une démocratisation de la vie politique du pays. La réforme constitutionnelle doit limiter les prérogatives présidentielles et donner plus de poids au Parlement. La méthode d'élection des membres du Parlement (sénateurs et députés) doit évoluer pour aboutir à un parlement issu à 30 % d'un scrutin majoritaire et à 70 % de parlementaires élus à la proportionnelle. Tokaïev a également annoncé vouloir remettre en place la Cour constitutionnelle en lui donnant la possibilité d'être saisie par le Procureur général et le Commissaire aux droits de l'homme.

## Droits de l'homme
Selon un rapport de 2016 d'Amnesty International, les brutalités policières seraient courantes au Kazakhstan. La torture serait généralisée au sein du système judiciaire, et ce dans la plus grande impunité. Le 16 décembre 2011, à Jañaözen, des émeutes ont été réprimées dans le sang (voir Massacre de Jañaözen).
L'organisation Reporters sans frontières (RSF) considère la liberté de la presse dans une « situation difficile » au Kazakhstan. Fin 2012, les principaux médias d'opposition sont interdits de publication par un tribunal,. En 2012, RSF considérait le président Nazarbaïev comme un « prédateur » de la liberté de la presse. Des journalistes indépendants comme Aïdos Sadykov étaient particulièrement visés.
À partir du 17 juillet 2019, le gouvernement impose l'installation d'un certificat électronique pour accéder à Internet. Ce certificat permet aux autorités, via une technique de type attaque de l'homme du milieu, de déchiffrer toutes les communications passant par Internet.

## Divisions administratives

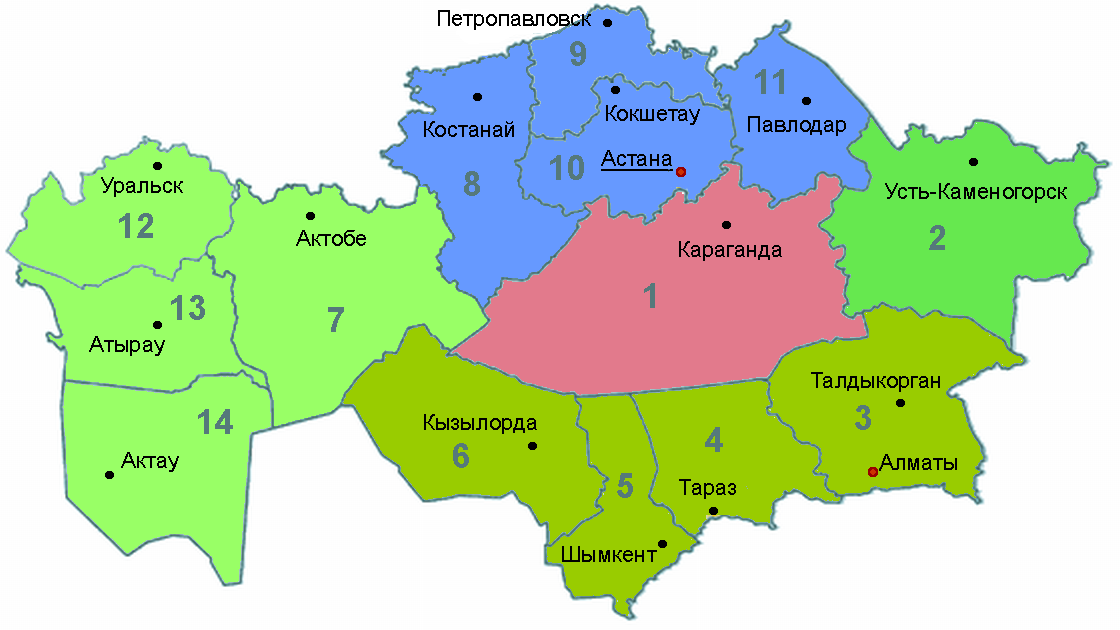
Les numéros des Oblystar sur la carte correspondent à ceux du tableau ci-contre.

À quelques modifications près, le découpage administratif de la République du Kazakhstan correspond à celui de la République socialiste soviétique kazakhe. Le système de division administrative du territoire est resté celui de l'Union soviétique.
La plus grande unité administrative est l'oblys (en kazakh, pluriel : oblystar) ou oblast (en russe) que l'on peut traduire par « région » ou « province ». Le Kazakhstan est divisé en quatorze régions ou provinces et trois villes à statut spécial.
| No | Oblys (ou Oblast)                 | Centre administratif | Superficie  | Population (2017) |
| -- | --------------------------------- | -------------------- | ----------- | ----------------- |
| 1  | Oblys de Karaganda                | Karaganda            | 428 000 km2 | 1 381 501         |
| 2  | Oblys du Kazakhstan-Oriental      | Öskemen              | 283 300 km2 | 1 386 208         |
| 3  | Oblys d'Almaty                    | Taldykourgan         | 224 000 km2 | 2 003 063         |
| 4  | Oblys de Jambıl                   | Taraz                | 144 000 km2 | 1 116 384         |
| 5  | Oblys de Turkestan                | Chimkent             | 118 600 km2 | 2 899 853         |
| 6  | Oblys de Qızılorda                | Kyzylorda            | 226 000 km2 | 0777 730          |
| 7  | Oblys d'Aqtöbe                    | Aktioubé             | 300 600 km2 | 0851 339          |
| 8  | Oblys de Kostanaï                 | Kostanaï             | 196 000 km2 | 0876 833          |
| 9  | Oblys du Kazakhstan-Septentrional | Petropavl            | 123 200 km2 | 0560 553          |
| 10 | Oblys d'Aqmola                    | Kökşetaw             | 121 400 km2 | 0737 443          |
| 11 | Oblys de Pavlodar                 | Pavlodar             | 124 800 km2 | 0755 847          |
| 12 | Oblys du Kazakhstan-Occidental    | Oural                | 151 300 km2 | 0643 874          |
| 13 | Oblys d'Atyraw                    | Atyraou              | 118 600 km2 | 0613 880          |
| 14 | Oblys de Mañğıstaw                | Aqtaw                | 118 600 km2 | 0650 509          |

Les trois villes à statut spécial sont :
- Almaty (anciennement Alma-Ata), l'ancienne capitale ;
- Astana, la capitale actuelle ;
- Baïkonour ou Bayqongyr, ville du cosmodrome.

## Économie
| Année | Taux   |
| ----- | ------ |
| 2000  | 09,8 % |
| 2001  | 13,5 % |
| 2002  | 09,8 % |
| 2003  | 09,3 % |
| 2004  | 09,6 % |
| 2005  | 09,7 % |
| 2006  | 10,7 % |
| 2007  | 08,9 % |
| 2008  | 03,2 % |
| 2009  | 01,2 % |
| 2010  | 07,0 % |
| 2011  | 07,5 % |
| 2012  | 05,0 % |
| 2013  | 06,0 % |
| 2014  | 04,4 % |
| 2015  | 01,1 % |
| 2016  | 01,2 % |

Développement du PIB par habitant des pays d'Asie centrale.

Le PIB du Kazakhstan est estimé pour 2012 à 231 milliards de dollars américains. En 2024, le Kazakhstan est classé en 78e position pour l'indice mondial de l'innovation.
L'économie du Kazakhstan repose essentiellement sur les exportations de pétrole, qui représentent 56 % de la valeur des exportations et 55 % du budget de l'État. Selon certaines estimations, le pays a des ressources pétrolières équivalentes à celles de l'Irak mais présentes dans des nappes plus profondes, dans et autour de la mer Caspienne, ce qui explique le début relativement récent de son exploitation. Selon l'Agence américaine de l'énergie (EIA), le Kazakhstan a produit environ 1,54 million de barils de pétrole par jour en 2009. Le pays détient 75 % des réserves de pétrole de la mer Caspienne (soit 3 % des réserves mondiales) et espère entrer d'ici à 2020 dans le club des cinq premiers pays exportateurs (il en est le seizième en 2011).
Le Kazakhstan est la première république ex-soviétique à rembourser toute sa dette au Fonds monétaire international (FMI), en 2000, sept ans avant l'échéance.
Le gisement pétrolier du Tengiz, entre les villes d'Atyraou et Aqtaw, est exploité par le consortium TCO regroupant Chevron, ExxonMobil, KazMunayGas. Un oléoduc part directement du Tengiz pour la mer Noire.
Le projet d'exploitation du gisement du Kachagan, le plus grand champ pétrolifère découvert au monde depuis trente ans, avec des réserves estimées à 36 milliards de barils, est situé dans la mer Caspienne, au large de la ville d'Atyraou. C'est actuellement le plus grand projet industriel du monde avec un budget de 150 milliards de dollars. Il est mené par le consortium North Caspian Operating Company B.V. dont les participants sont l'ENI, Shell, Exxon, Total, Conoco Philips, Inpex et KazMunayGas et produira plus de 1,5 million de barils par jour. Plusieurs pipelines ou gazoducs au départ du Kazakhstan relient la Russie, la Chine et l'Europe.
Le Kazakhstan est un pays satellite de l'empire russe puis de l'URSS. Il a connu un développement axé sur l'approvisionnement de la Russie (comme les colonies d'Afrique pour les pays européens). Un approvisionnement très riche et diversifié par la multitude des richesses de ses sols. Le Kazakhstan est un eldorado minier ferreux avec 16,6 milliards de tonnes soit 8 % des réserves mondiales, dont 2/3 sont considérées comme facile d'accès. Il se place au second rang mondial des réserves en manganèse (600 millions de tonnes), et au huitième rang des réserves de fer avec 12,5 milliards de tonnes. Il regroupe par ailleurs le tiers des gisements de chrome du monde et est neuvième producteur mondial de charbon. Ces ressources métallurgiques constituent 35 % du total des exportations, 16 % du PIB et 19 % des emplois industriels en 2008.
Le Kazakhstan est devenu le premier producteur d'uranium avec 33 % (soit 17 803 tonnes en 2010) de la production mondiale. Il dispose de réserves importantes d'uranium (17 % des réserves mondiales) et selon l'OCDE, l'intensification de la production de ce pays a permis une augmentation de plus de 25 % de la production mondiale de 2008 à 2010.
Les infrastructures énergétiques sont héritées de l'époque soviétique et sont de nos jours le plus souvent vétustes. Les fréquents incidents dans les trente-sept centrales thermiques du pays, dont la moyenne d'âge est de plus de 60 ans, conduisent à des coupures de courant et de chauffage.
Le Kazakhstan a libéralisé son économie au début des années 1990. Ces réformes ont aussi eu pour effet d'entraîner une bulle immobilière, avec la construction de nombreuses tours d'habitation plutôt luxueuses, alors que l'essentiel de la population vit dans la précarité. Les inégalités se sont fortement développées : « Le Kazakhstan est une cleptocratie très peu redistributive, rappelle Marie Dumoulin, directrice du programme Europe élargie au Conseil européen des relations étrangères (EPFR), un centre de réflexion. La grande précarité se développant dans les villes est un important foyer de mécontentement. » Les inégalités sociales ont été l'une des causes de la révolte de 2022 au Kazakhstan.

### Agriculture
Le Kazakhstan a des cultures importantes de céréales, notamment de blé dur, mais aussi des cultures à destination animale et des cultures industrielles, comme le tournesol, le coton ou le lin. L'élevage est surtout composé d'ovins (viande et laine) et de bovins (viande et lait) ; on retrouve également des élevages camelins et équins.
L'agriculture représente 4,7 % du PIB du Kazakhstan. Le pays est caractérisé par une grande disponibilité de terres arables par habitant (seconde place au classement mondial de 2013).
Les exportations majeures du Kazakhstan incluent le blé, les textiles et le bétail
.

## Démographie
Cinq fois plus grand que la France et 1,6 fois plus grand que le Québec mais peuplé d'environ 18 millions d'habitants, le Kazakhstan a l'une des densités de population les plus faibles du monde.

### Données démographiques
- Population : 19 245 793 d'habitants (données 2020)[29]

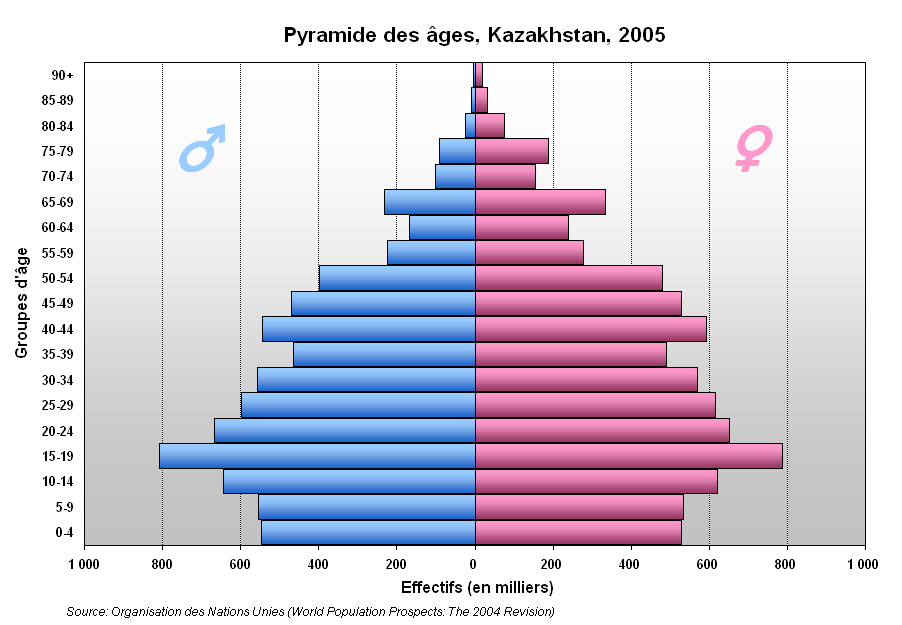
Pyramide des âges, 2005.

- Pyramide des âges : 21,8 % de la population a moins de quinze ans, 70,2 % a entre 15 et 64 ans et 7,9 % a 65 ans ou plus[29].
- Âge moyen : 31,6 ans (30,3 pour les hommes et 32,8 pour les femmes)[29].
- Accroissement naturel : 0,81 % (estimation, 2021).
- Taux de natalité : 15,87 ‰ (estimation 2021)[29].
- Taux de mortalité : 8,14 ‰ (estimation 2021)[29].
- Taux de mortalité infantile : 19,59 ‰ (garçons : 22,18 ‰ ; filles : 17,17 ‰)[29].
- Espérance de vie : 72,25 ans (hommes : 67,12 ans ; femmes : 77,06 ans)[29].
- Taux de fécondité : 2.13 (estimation 2021)[29].
- Solde migratoire : -3,28 ‰[29].

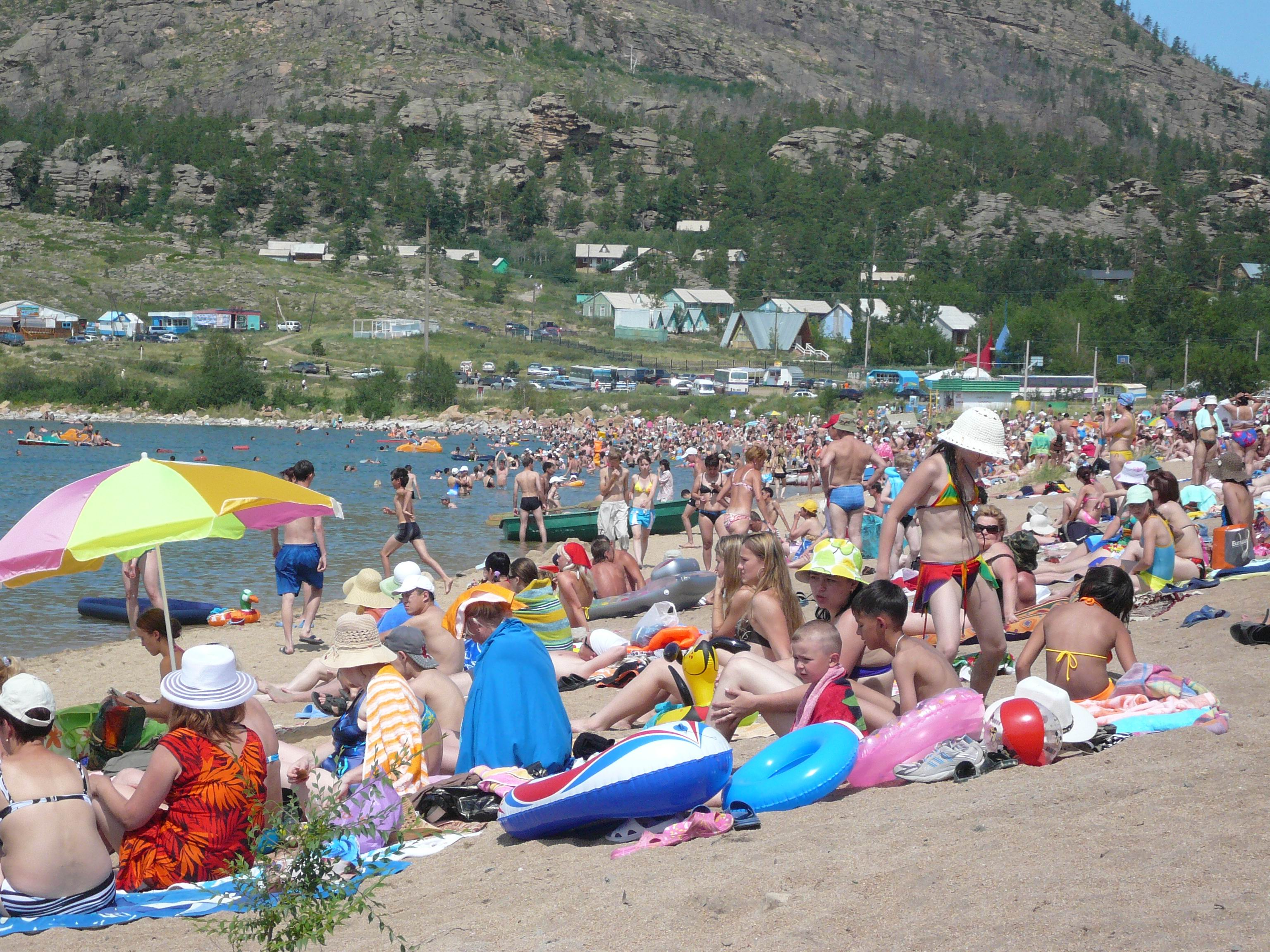
Estivants sur une plage du lac Jasybay.

Le recensement de 2009 fait état d'une population de 16 009 600 d'habitants au Kazakhstan en janvier 2010, dont 54,1 % d'urbains et 45,9 % de ruraux. Il souligne une croissance de la population de 6,9 % par rapport au recensement de 1999. La population du Kazakhstan est à 51,8 % composée de femmes et 48,2 % d'hommes.
Depuis 2003 il existe un désaccord entre deux sources, pourtant réputées sûres, sur la population du Kazakhstan : le gouvernement américain dénombre actuellement[Quand ?] 16 736 795 habitants alors que l'ONU et la Banque internationale donnent une estimation de 14 794 830 habitants. Cette différence plutôt importante est probablement due aux difficultés des mesures causées par les grandes migrations de populations et à la faible densité démographique.
Pour une surface aussi grande que l'Europe de l'Est, la population est relativement faible, la densité n'étant que de 5,5 hab./km². La plus grande part de la population parle le russe ; seule la moitié de la population parle le kazakh, langue qui connaît actuellement un renouveau. Ce sont les deux langues officielles.
Après la chute de l'Union soviétique, la population allemande du Kazakhstan commença à émigrer en masse, principalement vers l'Allemagne.

### Groupes ethniques
La population totale est estimée à 68,5 % de Kazakhs, 18,8 % de Russes, 3,2 % d'Ouzbeks, 1,4 % d'Ukrainiens, 1,4 % d'Ouïghours, 1,1 % de Tatars, 1,0 % d'Allemands et 4,5 % d'autres groupes (Biélorusses, Azéris, Polonais et Lituaniens),. Certaines minorités telles que les Allemands, installés initialement en Russie (en particulier ceux de la Volga, du Caucase, de la mer Noire, etc), les Ukrainiens, les Kurdes, les Tchétchènes, les Meskhètes et des opposants politiques russes du régime soviétique ont été déportées au Kazakhstan dans les années 1930 et 1940 par Staline. Certains des plus grands camps de travail forcé (goulags) se situaient au Kazakhstan,.
Avec Nikita Khrouchtchev au pouvoir, une importante immigration russe est la conséquence de la campagne des terres vierges et du programme spatial de la Russie. En 1989, les Russes formaient 37,8 % de la population et les Kazakhs n'étaient plus majoritaires que dans sept des vingt régions du Kazakhstan. Avant 1991, il y avait un million d'Allemands du Kazakhstan dont la plupart émigre à la chute de l'Union soviétique. La plupart des membres de la communauté des Grecs pontiques ont émigré vers la Grèce. À la fin des années 1930 des milliers de Koryo-saram de l'URSS ont subi la déportation des Coréens en Union soviétique en Asie centrale.
Les années 1990 ont vu l'émigration de nombreux Russes et Allemands de la Volga. Les Kazakhs sont redevenus le groupe ethnique majoritaire, ce qui est soutenu par son taux de natalité élevée et par l'immigration des Oralmans de Chine, de Mongolie et de Russie.
En 2020, les ethnies principales du Kazakhstan sont :
| Ethnie | Kazakhs | Russes | Ouzbeks | Ukrainiens | Ouïghours | Tatars | Allemands | autres |
| ------ | ------- | ------ | ------- | ---------- | --------- | ------ | --------- | ------ |
| Taux   | 63,1 %  | 23,7 % | 2,9 %   | 2,1 %      | 1,3 %     | 1,1 %  | 1,0 %     | 4,8 %  |

### Gentilé du Kazakhstan

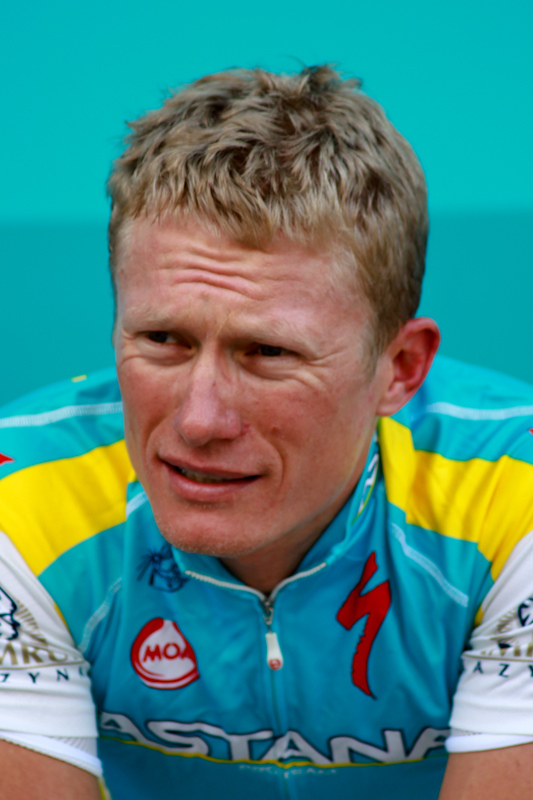
Alexandre Vinokourov est Kazakhstanais d'ethnie russe.

Officiellement, les habitants du Kazakhstan s'appellent en français des Kazakhs, même si le terme Kazakhstanais est depuis peu un peu plus utilisé. Le gentilé « kazakh » recouvre en fait deux termes distincts au Kazakhstan : celui de « Kazakh » et celui de « Kazakhstanais », auxquels correspondent deux réalités différentes :
- le terme de Kazakh désigne exclusivement les membres de l'ethnie kazakhe ;
- le terme de Kazakhstanais désigne tous les citoyens du Kazakhstan, quelle que soit leur appartenance ethnique.

Selon une distinction héritée de l'administration soviétique, l'État du Kazakhstan reconnaît en effet la « nationalité » de ses citoyens (leur appartenance ethnique), notion distincte de celle de citoyenneté. Ainsi, le cycliste Alexandre Vinokourov n'est pas considéré comme un Kazakh mais comme un Kazakhstanais d'ethnie russe.[réf. nécessaire]

## Langues
Le kazakh est parlé par 64,4 % de la population, c'est la langue d'État. Le russe est parlé par 95 % de la population, c'est la langue officielle. Il faut savoir parler et lire le kazakh pour être député ou accéder à un emploi dans l'administration, mais l'obligation est théorique, et rarement appliquée[réf. nécessaire]. Le russe est la langue la plus utilisée dans les villes, notamment dans le nord, où est concentrée l'essentiel de la population slave. L'alphabet latin sera adopté à l'horizon 2025 pour écrire le kazakh, en remplacement de l'alphabet cyrillique.
Le russe est resté la langue véhiculaire entre les différentes ethnies, cette langue est toujours présente dans les médias. D'un point de vue migratoire, le russe est très important pour circuler dans la communauté des États indépendants.
Il y a d'autres langues minoritaires, comme l'ouzbek, le turkmène, le kirghize, le tatar et l'ukrainien. Les citoyens d'origine allemande, qui constituent 1,1 % de la population, et qui furent déportés sous Staline dès 1941 et après 1944, parlent le russe, l'allemand étant très rarement pratiqué. D'autres petits groupes ethniques, isolés de leurs pays d'origines, comme les Biélorusses, les Coréens, les Koryo-sarams, les Moldaves et les Baltes parlent le russe.
Dans les grandes villes, l'anglais devient une langue enseignée très importante d'un point de vue universitaire et, dans une moindre mesure, le chinois (mandarin). L'apprentissage de l'allemand est encouragé, car l'Allemagne est un partenaire économique et commercial important.

## Culture

### Littérature

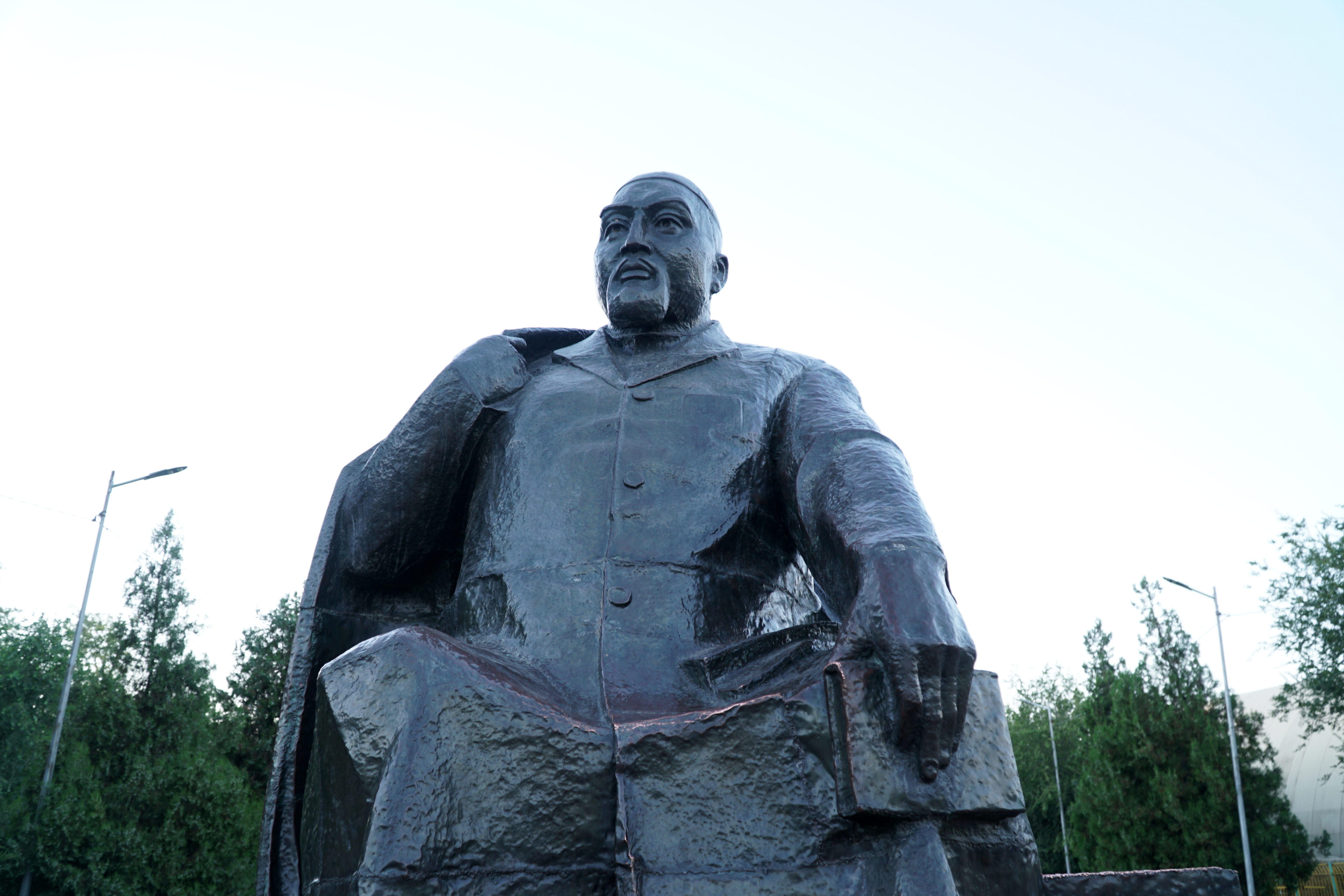
Statue de Abaï Kounanbaïouly.

La figure d'Abaï Kounanbaïouly (1845-1904) est aussi méconnue en Europe qu'elle est incontournable au Kazakhstan. Poète, philosophe, linguiste et musicien, il est au peuple Kazakh ce que serait un Pouchkine aux Russes ou un Shakespeare aux Britanniques : d'aucuns iront même jusqu'à le présenter comme le père de la Nation Kazakhe.

### Les fêtes au Kazakhstan
| Date        | Nom français                                  | Nom local                                |
| ----------- | --------------------------------------------- | ---------------------------------------- |
| 1er janvier | Jour de l'an                                  | Жаңа жыл                                 |
| 07 janvier  | Noël orthodoxe                                | Рождество Христово                       |
| 08 mars     | Journée internationale des femmes             | Халықаралық әйелдер күні                 |
| 22 mars     | Nauryz                                        | Наурыз мейрамы                           |
| 01er mai    | Journée de l'Unité des peuples du Kazakhstan  | Қазақстан халқының бірлігі күні          |
| 07 mai      | Jour de la défense de la Patrie               | Отан Қорғаушы күні (Otan Qorgaushy kuny) |
| 09 mai      | Jour de la Victoire (Seconde Guerre mondiale) | Жеңіс күні                               |
| 06 juillet  | Jour de la Capitale                           | Астана күні (Astana küni)                |
| 30 août     | Jour de la Constitution (ru)                  | Конституция күні                         |
| 25 octobre  | Jour de la République                         | республика күні (respwblïka küni)        |
| 16 décembre | Jour de l'Indépendance                        | Тәуелсіздік күні                         |

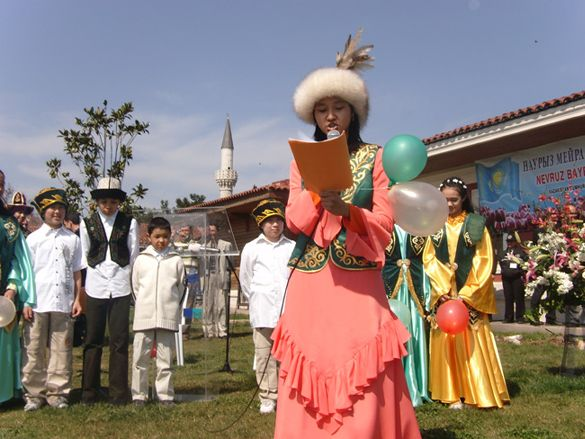
Costumes traditionnels kazakhs pendant la fête de Nauryz.

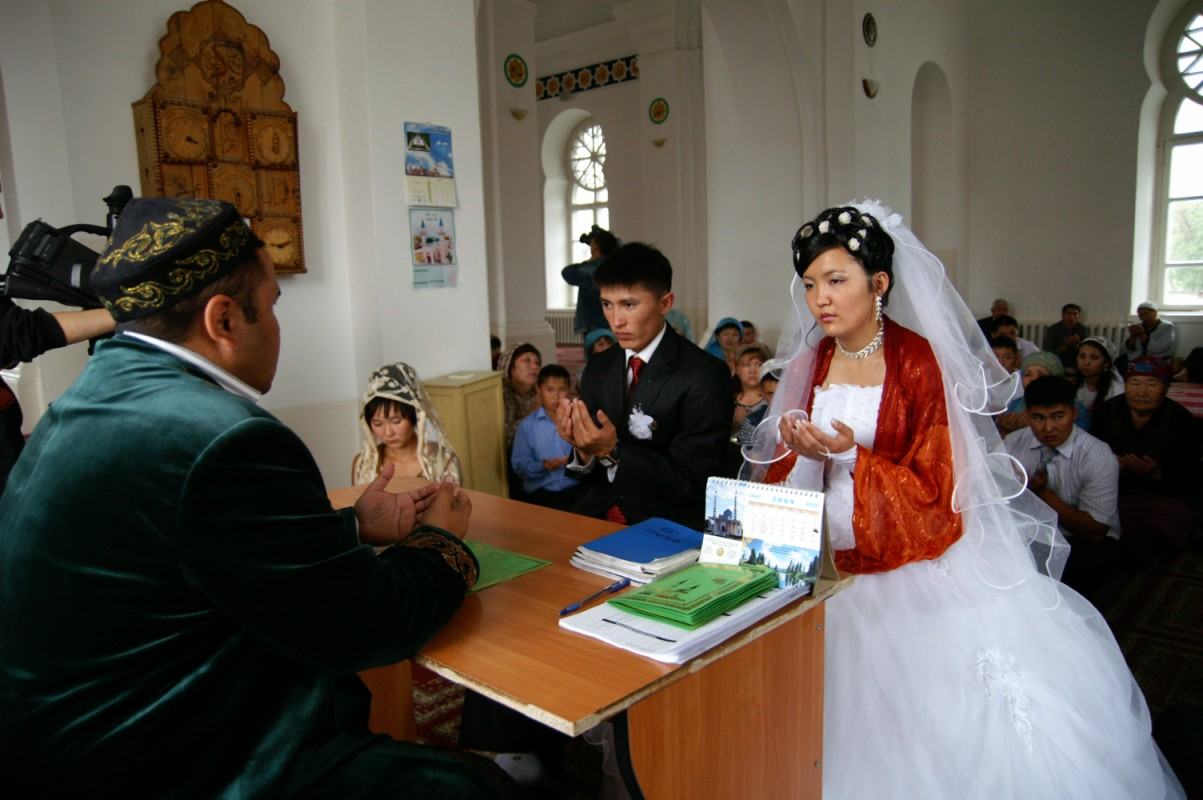
Mariage dans une mosquée de Semeï.

Un certain nombre de fêtes sont héritées de l'époque soviétique : le 8 mars (Journée internationale des femmes) était déjà férié en URSS (et l'est également toujours en Russie) ; le 9 mai (et non le 8 comme en Europe) célèbre la victoire alliée de 1945 ; le 1er mai, fête de toute première importance aux temps soviétiques a été conservé mais s'est vu octroyer une autre signification (Journée de l'Unité des peuples du Kazakhstan). Les autres fêtes soviétiques (Journée de l'Armée rouge, etc.) n'ont plus d'existence officielle mais continuent cependant parfois d'être célébrées, par habitude, de manière informelle et privée.
Les jours de fêtes religieuses, aussi bien chrétiennes que musulmanes, n'étaient pas officiellement fériés. Cependant, la fête musulmane de l'Aïd et le Noël orthodoxe ont été officiellement fériés fin 2007-début 2008, sans que cette innovation paraisse entérinée.
La fête de Nauryz (ou Norouz) est célébrée le premier jour du mois lunaire kazakh du même nom qui correspond à l'équinoxe de printemps. C'est une fête qui remonte à l'histoire mythique de l'Iran et qui est célébrée dans toute l'Asie centrale, l'Iran et les peuples d'influence culturelle iranienne.

### Religions du Kazakhstan
Religions du Kazakhstan (2009)
- Islam (70,2 %)
- Orthodoxie (23,9 %)
- Athéisme (2,8 %)
- Catholique (2,3 %)
- non déclarés (0,5 %)
- autres (0,3 %)

D'après le recensement de 2009, les religions du Kazakhstan, qui est depuis la Constitution du 28 janvier 1993 une république laïque, sont l'islam (70,2 %), principalement sunnite, et le christianisme (26,2 %) principalement orthodoxe. Le bouddhisme représenterait 0,1 % de la population, le judaïsme compterait 5 300 pratiquants, et les autres religions représenteraient 0,2 % de la population. Les sans religion seraient 2,8 % et ceux qui n'ont pas désiré répondre, 0,5 %.
L'islam principalement sunnite, avec 70,2 % de la population, est pratiqué par les Kazakhs ainsi que des minorités telles que les Tatars, les Bachkirs, les Ouzbeks ou les Ouïghours.
Les premiers contacts avec l'islam ont lieu à partir de 714,. Au XIIe siècle, le soufi Ahmed Yasavi joua un rôle majeur dans le développement de l'islam dans la région. Le tengrisme a disparu en laissant quelques traits, comme l'appellation Tengri concurrente d'Allah pour Dieu.
L'orthodoxie est pratiquée par les Russes, certains Ukrainiens et Biélorusses. La religion catholique est pratiquée dans quelques régions (principalement au nord du pays) mais le nombre de fidèles, d'origine polonaise ou allemande, tend à se réduire, ces derniers quittant progressivement le Kazakhstan pour rejoindre leur pays d'origine (le pape Jean-Paul II a effectué une visite à Astana du 22 au 27 septembre 2001, idem pour le pape François du 13 au 15 septembre 2022). Il en va de même pour le judaïsme : même si une synagogue, a été récemment[Quand ?] bâtie à Astana, les citoyens de confession juive ont en majorité émigré en Israël.
Depuis l'indépendance du pays, une relative renaissance des religions a vu le jour. Un nombre important de mosquées mais aussi d'églises ont été bâties. Les religions tendent pour certains à combler le vide idéologique laissé par la disparition du dogme communiste. Elles sont aussi un moyen d'affirmer son appartenance culturelle : le retour à l'islam constitue un élément de l'affirmation de l'identité kazakhe et la pratique du christianisme (orthodoxe ou catholique) offre un point de regroupement aux populations slaves dont le nombre ne cesse de diminuer en raison de l'émigration.
Il existe de petits groupes de 3 000 à 5 000 Zoroastriens présents dans le Sud-Ouest du pays.

### Patrimoine mondial
Trois sites du Kazakhstan se trouvent sur la liste du patrimoine mondial de l'Unesco :
- Tamgaly : site de pétroglyphes de l'Âge du bronze, 120 km à l'ouest d'Almaty ;
- Le mausolée de Khoja Ahmed Yasavi à Turkestan : mausolée musulman de l'époque de Tamerlan ;
- Saryarka : réserve naturelle (steppes et lacs).

### Médias

#### Chaînes de télévision
Corporation de radio et de télévision du Kazakhstan (télévision d'État) :
- Qazaqstan
- KazSport TV
- Balapan

Khabar Agency :
- Khabar TV
- Qazaq TV

Kanal 31

#### Stations de radio
Corporation de radio et de télévision du Kazakhstan (radio d'État) :
- Qazaq radiosy
- Radio Shalkar
- Radio Nour-Soultan
- Radio Classic

Stations privées :
- Radio NS
- Radio Energy
- Tengri FM
- Orda FM

#### Presse
- Kazakhskaya Pravda
- Egemen Qazaqstan
- Zhas Alash

## Transports

### Transport aérien
Le Kazakhstan dispose de 18 aéroports dont 17 pouvant accueillir des vols internationaux. Le premier aéroport du pays quant au trafic de passagers est celui d'Almaty, avec 4,9 millions de personnes transportées en 2015, suivi par celui d'Astana avec 3,4 millions de personnes transportées. Le Kazakhstan possède sept compagnies aériennes nationales dont Air Astana, réalisant à elle seule 60 % du trafic intérieur. En mars 2015, une liaison aérienne directe entre Paris et Astana a été inaugurée, assurant trois liaisons hebdomadaires en été et deux en hiver.
En 2016, environ 6 millions de personnes ont voyagé sur les compagnies aériennes nationales du Kazakhstan, dont un tiers pour des vols internationaux. De même, en décembre 2016, la commission européenne a retiré les compagnies originaires du Kazakhstan de sa liste noire, les autorisant ainsi à réaliser des vols à destination et au départ de l'Union européenne.

### Transport ferroviaire
Le Kazakhstan compte 15 000 km de voies ferrées dont le tiers est électrifié. Le transport ferroviaire possède une place importante dans la vie économique du pays, près des deux tiers du trafic des passagers et des marchandises se faisant par le chemin de fer. En 2015, près de 20 millions de passagers ont voyagé au Kazakhstan en train.
Le réseau ferroviaire du Kazakhstan est exploité par la compagnie nationale Kazakhstan Temir Zholy (KTZ), générant plus de 80 % de son chiffre d'affaires grâce au transport de fret, contre seulement 10 % pour le transport de passagers. Le Kazakhstan est équipé de locomotives diesels ou électriques de différentes générations et constructeurs. On y trouve des locomotives russes, américaines (General Electric), chinoises[réf. nécessaire] et dernièrement françaises (Alstom), ainsi que des rames voyageurs espagnoles (Talgo). La fourniture d'appareils de changement d'écartement de voie et de matériel roulant à écartement variable par la firme Talgo, très présente dans l'ex-Union soviétique, est également envisagée par le Kazakhstan et la Chine afin d'éliminer la rupture de charge entre les deux réseaux, dont l'écartement est différent, mais elle n'est pas décidée à l'heure actuelle, en raison du coût élevé de l'importante flotte de wagons de marchandises spécialisés nécessaire pour ce projet. D'autres solutions envisagées sont le prolongement de la ligne chinoise à écartement standard sur le territoire kazakh ou la conversion à double écartement des lignes kazakhes vouées au transport transcontinental. Le transfert d'un réseau à l'autre en gare frontière de Khorgos se fait actuellement[Quand ?] par transbordement des conteneurs entre les wagons kazakhs à écartement russe de 1,524 mm et les wagons chinois à écartement standard de 1,435 mm à l'aide de grues-portiques, « processus laborieux » qui provoque une perte de temps et de capacité importante dans l'acheminement du fret. En outre, le pays fait face à un problème de vétusté de son matériel roulant. En 2016, 68,6 % des locomotives et 27,9 % des wagons en circulation au Kazakhstan avaient plus de 20 ans.

### Transport routier
Le Kazakhstan dispose d'un réseau routier étendu, couvrant 97 000 km. La route est le premier moyen de transports des marchandises, 85 % du fret du pays étant transporté par camion[réf. nécessaire], contre seulement 9 % transporté par le train. Construit en grande partie durant la période soviétique, le réseau routier du Kazakhstan est très dégradé dans son ensemble. Le pays n'occupe en effet que la 115e place sur 137 pays au sein du classement international de qualité des routes.
Le pays est connecté à l'international principalement par les routes E127, la A300 et la A310 (ru).
Les routes européennes traversant le Kazakhstan sont les suivantes : E004, E011, E012, E013, E014, E015, E016, E018, E019, E38, E40, E121, E123, E125.

## Galerie

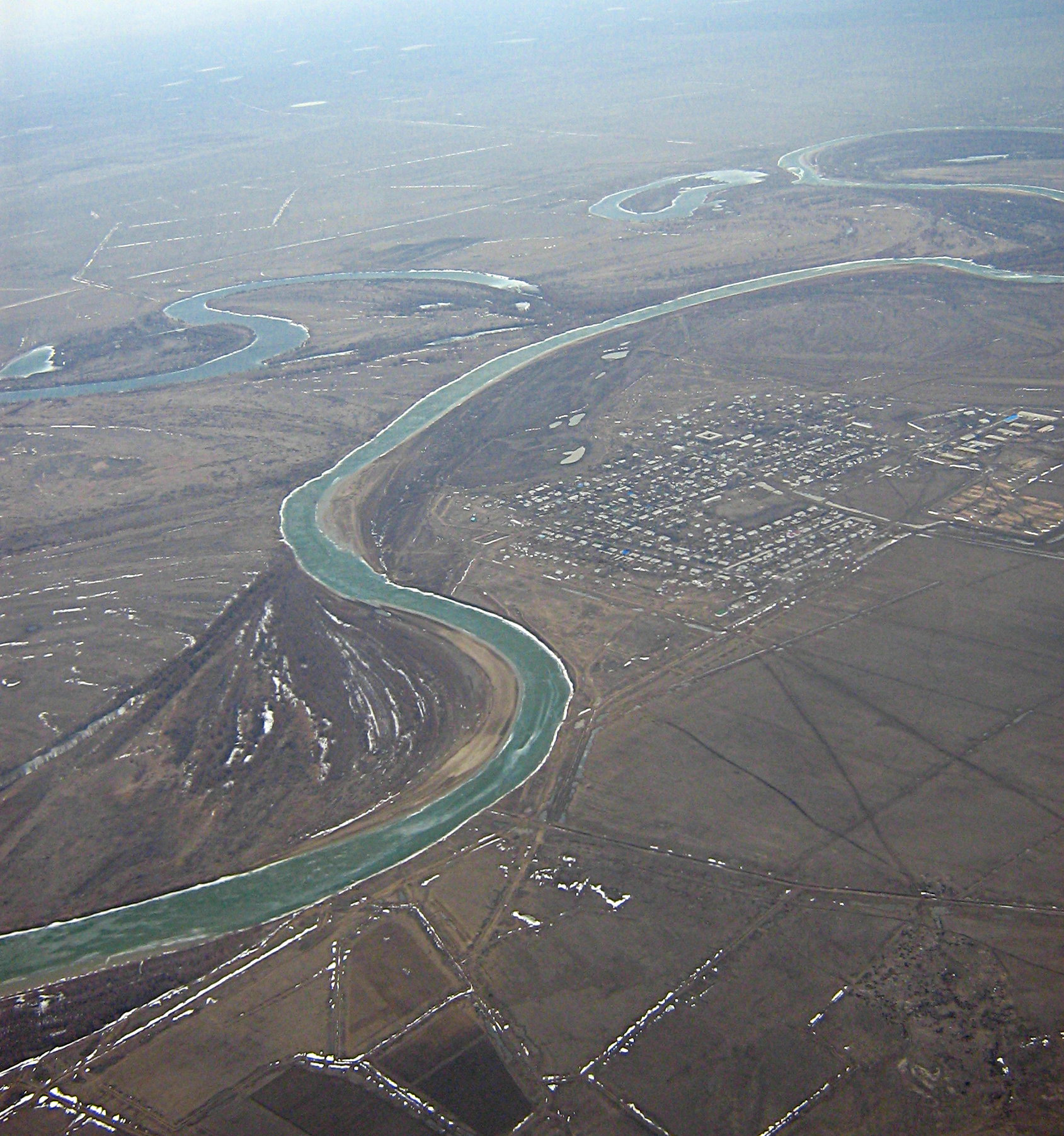
Le fleuve Oural dans le Nord-Ouest du Kazakhstan.
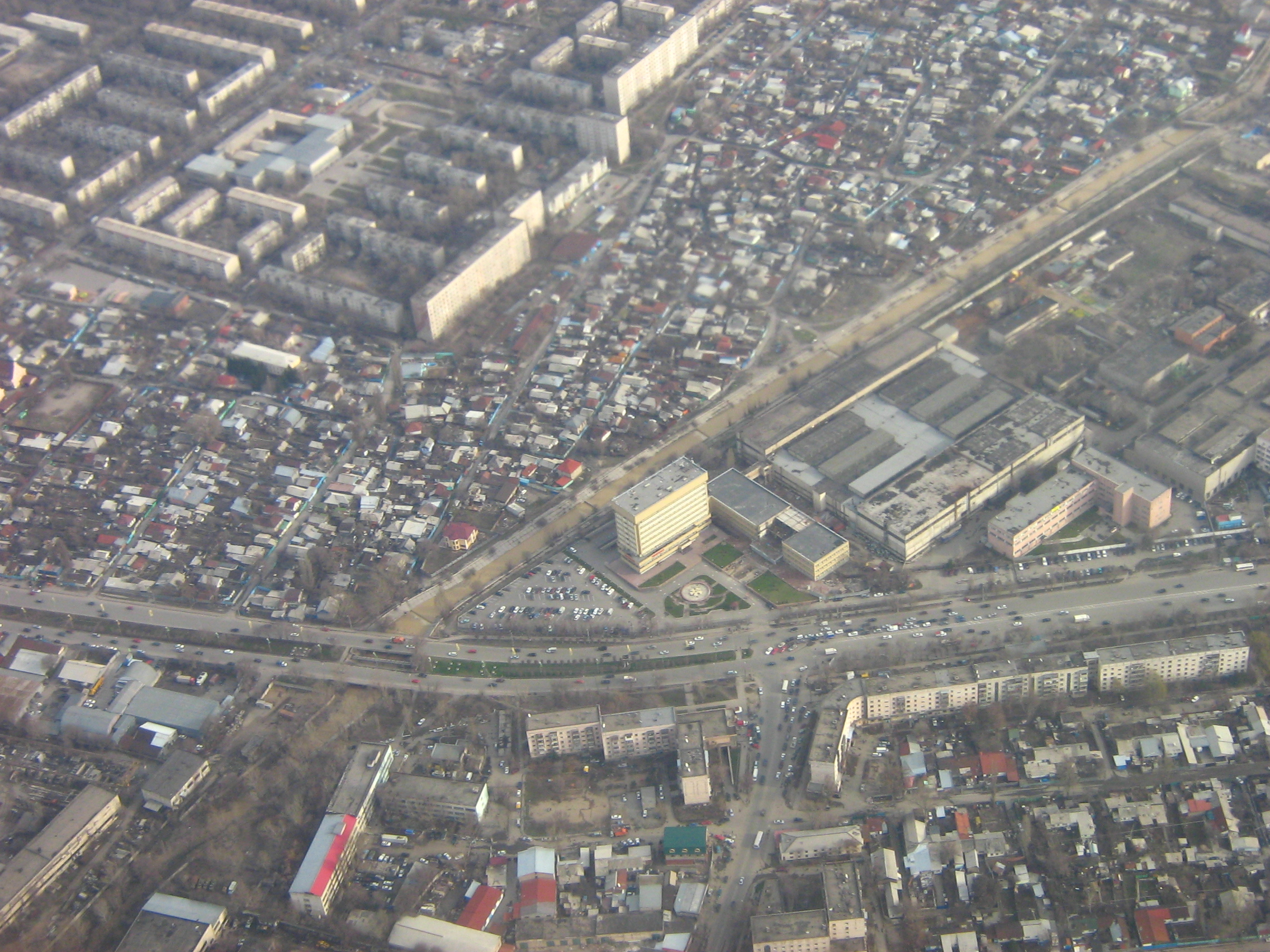
L'avenue Raimbek à Almaty.
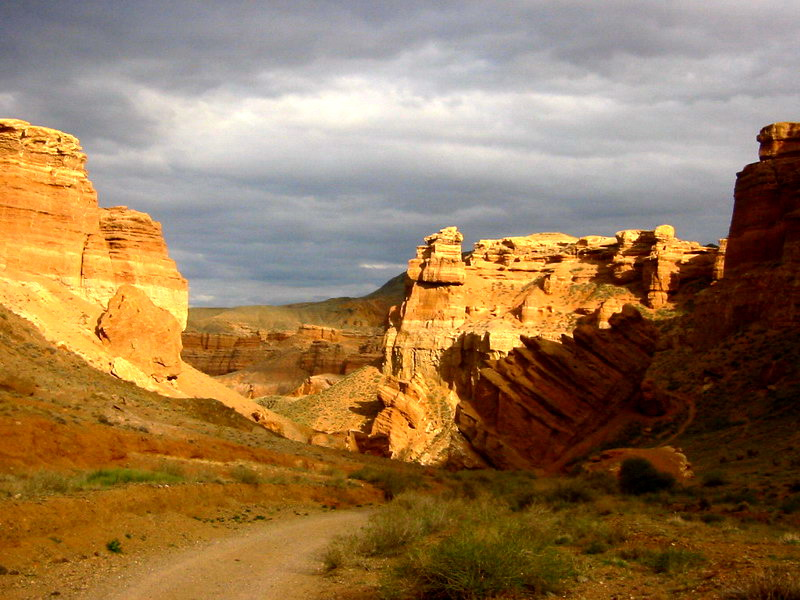
Le canyon de Charyn.
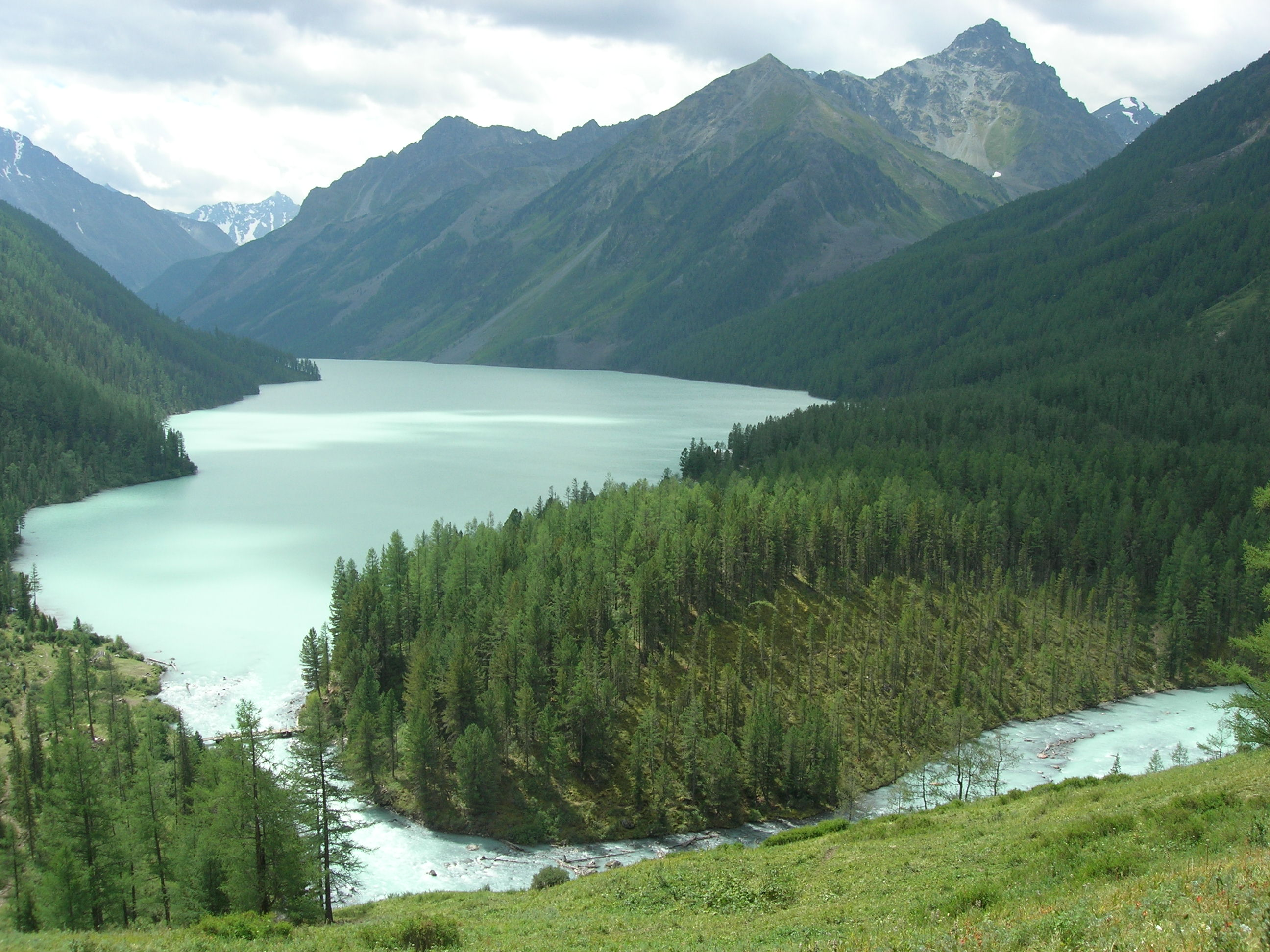
Le lac Kucherla.
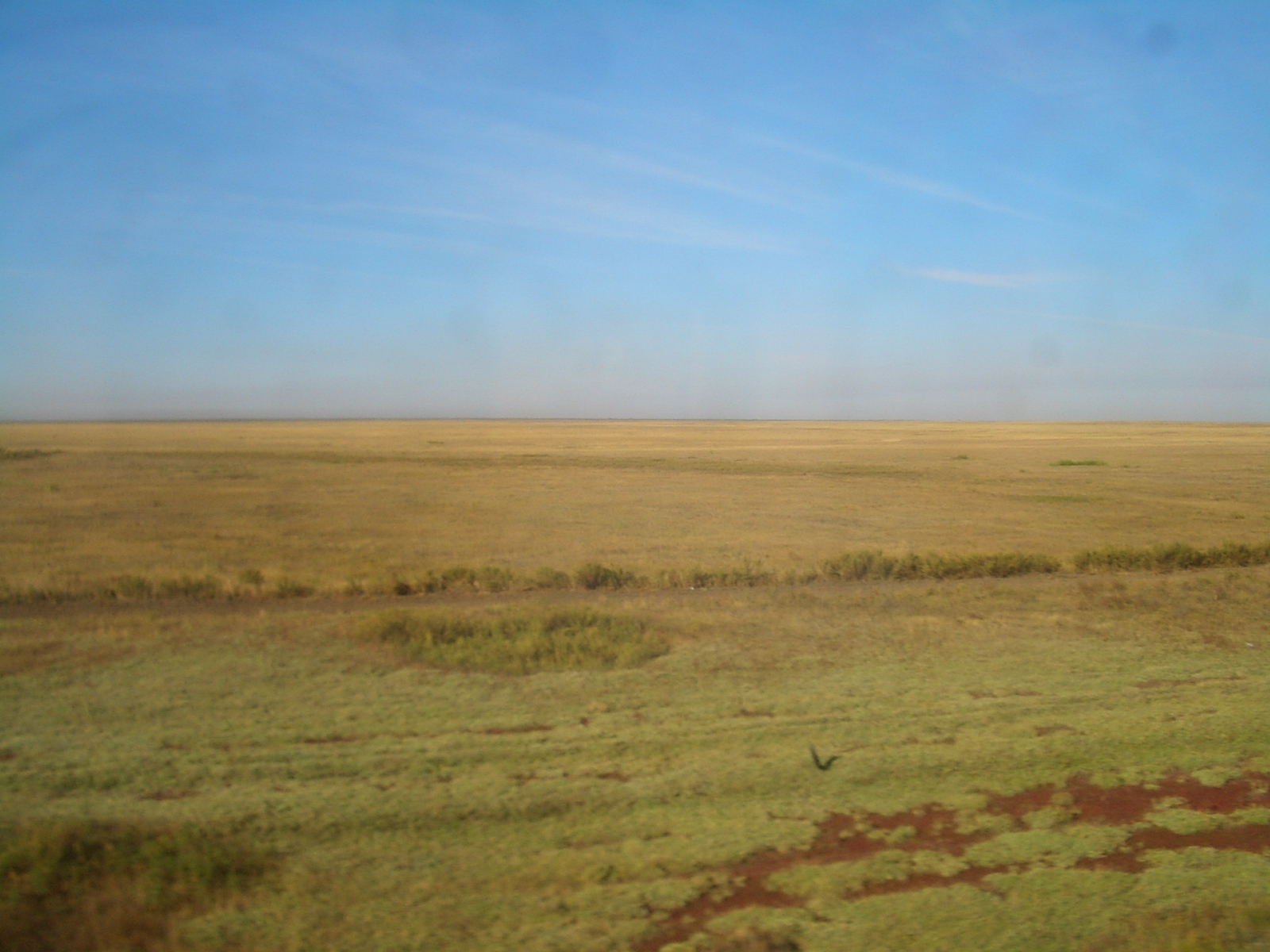
La steppe d'Astana.
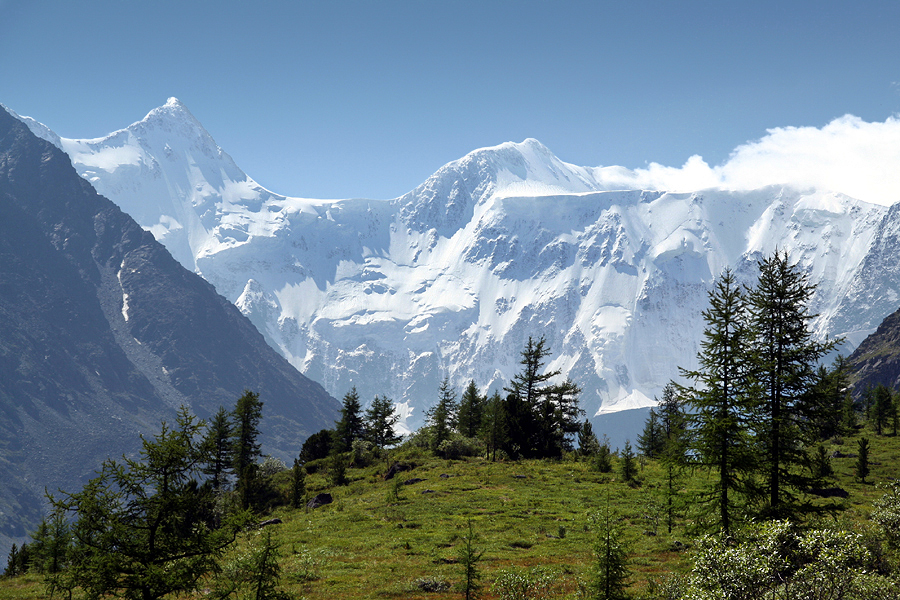
Le mont Belucha de l'Altaï.
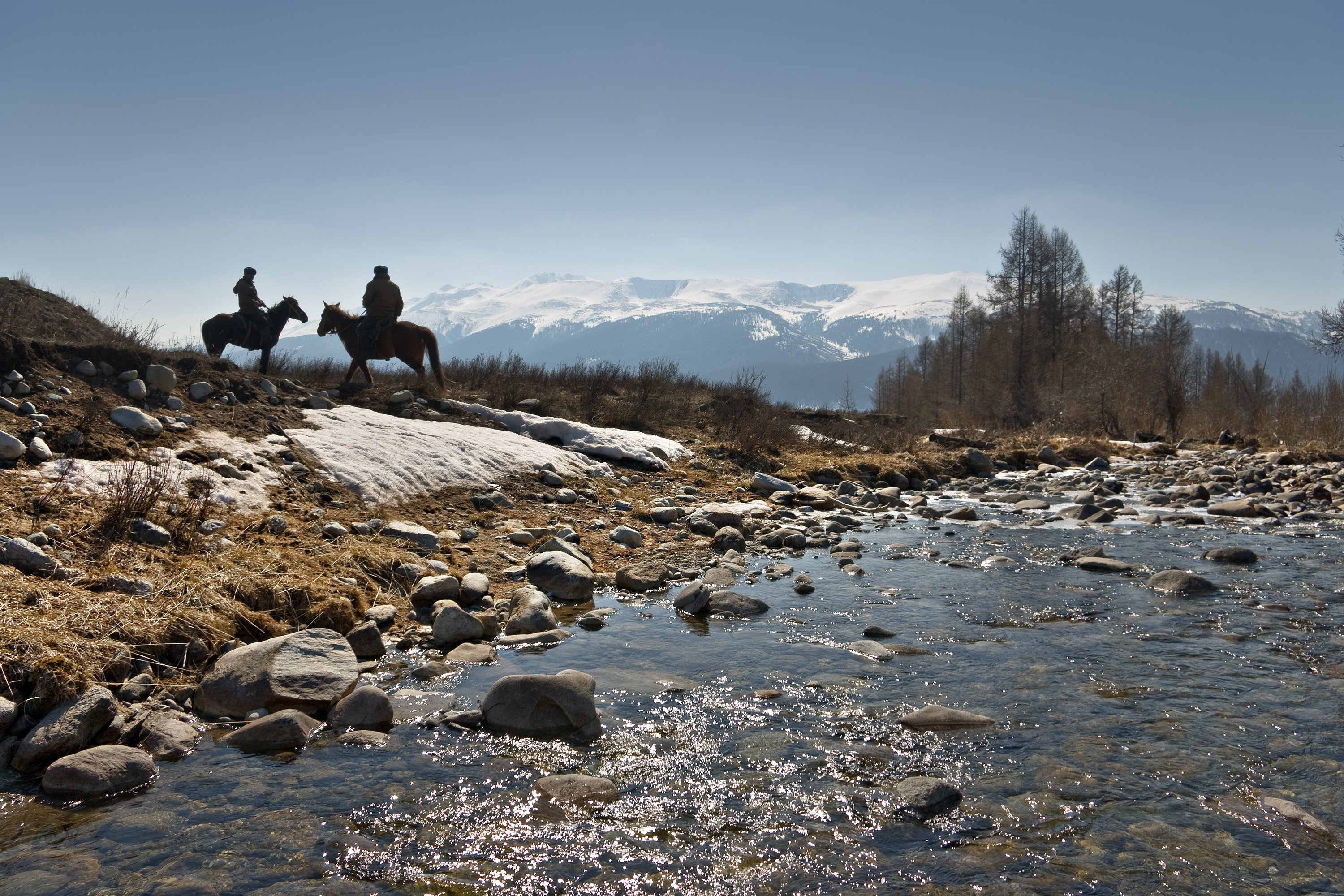
Officiers du service des forêts dans la réserve de Markakol, dans l'Altaï.